# 豆腐蒸淡水魚
豆腐蒸淡水魚是一道家常順德菜，當中淡水魚通常不用全魚，而多用時令的魚腩、魚塊或魚片。做法是魚肉與蒜茸、豆豉、糖、生抽拌勻後，放在浸過鹽水的硬豆腐上，再放上紅辣椒絲，蒸熟後淋上熱油、薑絲、葱花即成。